# エイベックス・アニメーションレーベルズ
株式会社エイベックス・アニメーションレーベルズは、日本の映像製作・販売、映画配給会社。エイベックス・ピクチャーズ株式会社（英: Avex Pictures Inc.、略称：API）の連結子会社。日本動画協会・日本映像ソフト協会正会員、日本レコード協会賛助会員。

## 概要
2014年4月1日、エイベックス・エンタテインメントとエイベックス・マーケティングの映像パッケージ事業を会社分割・統合する形で「エイベックス・ピクチャーズ株式会社」を設立。
これにより、エイベックス・マーケティングにあるavex pictures、avex mode、FRAMEの各レーベルの発売元・販売元が、DIVE II entertainmentはエイベックス・エンタテインメントから当社に移管。また、avex entertainmentレーベルはアイドル・特撮音楽を除きavex picturesレーベルに移管した。
初代社長に就任した竹内成和および取締役の勝股英夫は元アニプレックス代表取締役である。
11月25日には、小学館、講談社、集英社と合弁で、アニメ作品専門の映像配信サービスの供給を行う企業として『アニメタイムズ』社を設立することを発表。2015年1月に稼働開始。
12月14日、『アニメJAM2014』と題して幕張メッセにて同社が製作に関与するテレビ東京系アニメのイベントが開催された。2015年以降も同様のイベントが開催されるが、同社以外の作品もラインナップされている。
2017年7月、コンピュータゲーム『マブラヴ』シリーズの知的所有権を保有する株式会社イクストルを子会社化した（2018年6月に株式会社anchorに商号変更）。同社との協業でソーシャルゲームを含む多角的なゲーム事業への進出を図るという。
2018年7月、グラフィニカとの合弁で、連結子会社となる制作会社FLAGSHIP LINEを設立。アニメだけでなく、ゲームやVRでの作品の企画開発や制作を通じてコンテンツを創出するという。
2023年5月、韓国のスタジオドラゴンと戦略的業務提携協定を締結し、業務提携の第一弾として8月には日本で韓国ドラマ『ヴィンチェンツォ』のミュージカル化を実現させた。
2023年8月1日、完全子会社として「株式会社エイベックス・アニメーションレーベルズ」と「株式会社エイベックス・フィルムレーベルズ」を設立し、エイベックス・ピクチャーズは映像事業を統括する中間持株会社となった。
設立当初から作品の主題歌に他レーベルに所属するアーティストを起用する場合が多く、『トリニティセブン』ではランティス（バンダイナムコアーツ）所属のZAQ、『シュヴァルツェスマーケン』ではNBCユニバーサル・エンターテイメントジャパン所属のfripSide、『タブー・タトゥー』ではフライングドッグ所属のMay'nなどが主題歌を担当している。

## レーベル
avex pictures
2004年10月にエイベックス・マーケティングが洋画を中心とした映像レーベルとして発足。2014年4月1日のエイベックス・ピクチャーズ株式会社設立後はアニメ・実写作品全般の映像レーベルおよびアニメ音楽レーベルとして使用されている。
DIVE II entertainment（ダイブトゥーエンタテインメント）
アニメ・声優系音楽レーベル。ロゴ表記は「DIVE II」。
2010年に、傘下企業（当時）のコンテンツ配信サービス企業・ドワンゴと提携して発足した。このため、一部アニメ作品（主題歌やキャスティングで関与していた『這いよれ! ニャル子さん』アニメシリーズなど）の音楽制作には本来の発売元ではなく、レーベル名のDIVE II entertainmentとしてクレジット表記することとなっている。

### 過去・臨時のレーベル
avex mode（エイベックス・モード）
2011年以降は『頭文字D』（Final Stageまで）と『ONE PIECE』（パンクハザード編まで）のみで使用。2014年夏ごろに消滅。
FRAME（フレーム）
レベルファイブとエイベックス・グループの共同音楽レーベル。当社は2014年夏から2016年春まで発売・販売を担当していた。
『イナズマイレブン』の主題歌がきっかけとなり、2008年10月にレベルファイブとアップフロントワークスにより発足。2012年10月にエイベックス・エンタテインメントへ移籍した。
Walt Disney Records（ウォルト・ディズニー・レコード）
ウォルト・ディズニー・カンパニーが所有し、エイベックス・グループが日本での発売権を2018年9月末まで持っていた音楽レーベル。2018年6月から海外同様、ユニバーサル ミュージック合同会社とライセンス契約を結び同年10月1日より音楽ソフトの出荷が開始、音楽配信の権利者が当社に移管された。ライセンス移管後も、声優によるカバーアルバムのみ当社が発売・販売を担当。

## 所属タレント・アーティスト
※特記がない限りレーベル契約のみ。
| avex pictures - 梶原岳人 - 鈴木杏奈 - Lezel DIVE II entertainment - i☆Ris（81プロデュースとの共同マネジメント） - 羽多野渉 - 安済知佳 - 安野希世乃 - 徳井青空 - 藤寺美徳 - 小林竜之 - 鈴木杏奈 - 石橋陽彩 - 熊谷俊輝 - 福島香々 | avex pictures - アルスマグナ - 言霊少女 - The Sketchbook - Prizmmy☆ - Prism☆Box DIVE II entertainment - ayami - Wake Up, Girls!（81プロデュースとの共同マネジメント） - 後ろから這いより隊 - かと*ふく - 小林竜之 - smileY inc. - Tia - ゆーたくII - RAMM - Run Girls, Run!（81プロデュースとの共同マネジメント） - LISP - D-selections |

## 製作参加作品
※当社が発足した2014年4月以降。「★」はDIVE II entertainmentが音楽制作を担当。

### テレビアニメ
| 放送年 | タイトル                                       | アニメーション制作                          | 備考                                                                   |
| ------ | ---------------------------------------------- | ------------------------------------------- | ---------------------------------------------------------------------- |
| 2014年 | ONE PIECE                                      | 東映アニメーション                          | パンクハザード編までavex mode、ドレスローザ編からavex picturesレーベル |
| 2014年 | キャプテン・アース                             | ボンズ                                      | ★と共同                                                                |
| 2014年 | 最強銀河 究極ゼロ 〜バトルスピリッツ〜（後期） | サンライズ                                  |                                                                        |
| 2014年 | FAIRY TAIL（第2期）                            | A-1 Pictures ブリッジ                       |                                                                        |
| 2014年 | 頭文字D Final Stage                            | SynergySP                                   | avex modeレーベル                                                      |
| 2014年 | ハナヤマタ                                     | マッドハウス                                | ★                                                                      |
| 2014年 | DRAMAtical Murder                              | NAZ                                         | ★                                                                      |
| 2014年 | Re:␣ ハマトラ                                  | Lerche                                      | ★                                                                      |
| 2014年 | プリパラ                                       | タツノコプロ DONGWOO A&E                    |                                                                        |
| 2014年 | トライブクルクル                               | サンライズ バンダイナムコピクチャーズ       |                                                                        |
| 2014年 | トリニティセブン                               | セブン・アークス・ピクチャーズ              |                                                                        |
| 2014年 | 異能バトルは日常系のなかで                     | TRIGGER                                     | ★                                                                      |
| 2015年 | 暗殺教室                                       | Lerche                                      | 主題歌・映像ソフトのみ                                                 |
| 2015年 | 戦国無双                                       | TYOアニメーションズ 手塚プロダクション      |                                                                        |
| 2015年 | ハッカドール THE あにめ〜しょん                | Creators in Pack                            | ★                                                                      |
| 2015年 | ノラガミ ARAGOTO                               | ボンズ                                      |                                                                        |
| 2015年 | おそ松さん                                     | studioぴえろ                                |                                                                        |
| 2015年 | Dance with Devils                              | ブレインズ・ベース                          | ★                                                                      |
| 2016年 | 暗殺教室（第2期）                              | Lerche                                      | 主題歌・映像ソフトのみ                                                 |
| 2016年 | シュヴァルツェスマーケン                       | ixtl LIDENFILMS                             |                                                                        |
| 2016年 | ハンドレッド                                   | プロダクションアイムズ                      | ★                                                                      |
| 2016年 | 双星の陰陽師                                   | studioぴえろ                                |                                                                        |
| 2016年 | あんハピ♪                                      | SILVER LINK.                                | ★                                                                      |
| 2016年 | タブー・タトゥー                               | J.C.STAFF                                   | ★                                                                      |
| 2016年 | 灼熱の卓球娘                                   | キネマシトラス                              | ★                                                                      |
| 2016年 | ユーリ!!! on ICE                               | MAPPA                                       |                                                                        |
| 2017年 | アイドルタイムプリパラ                         | タツノコプロ DONGWOO A&E                    |                                                                        |
| 2017年 | 王室教師ハイネ                                 | ブリッジ                                    |                                                                        |
| 2017年 | 恋愛暴君                                       | EMTスクエアード                             | ★                                                                      |
| 2017年 | 賭ケグルイ                                     | MAPPA                                       | ★                                                                      |
| 2017年 | 異世界食堂                                     | SILVER LINK.                                |                                                                        |
| 2017年 | ひとりじめマイヒーロー                         | エンカレッジフィルムズ                      |                                                                        |
| 2017年 | ピコ太郎のララバイラーラバイ                   | DLE                                         |                                                                        |
| 2017年 | おそ松さん（第2期）                            | studioぴえろ                                |                                                                        |
| 2017年 | 十二大戦                                       | グラフィニカ                                |                                                                        |
| 2017年 | ブラッククローバー                             | studioぴえろ                                |                                                                        |
| 2017年 | Wake Up, Girls! 新章                           | ミルパンセ                                  | ★                                                                      |
| 2018年 | ラーメン大好き小泉さん                         | Studio五組 AXsiZ                            | 製作委員会参加およびゲーム配信                                         |
| 2018年 | デスマーチからはじまる異世界狂想曲             | SILVER LINK. CONNECT                        | ★                                                                      |
| 2018年 | 魔法少女サイト                                 | production dóA                              |                                                                        |
| 2018年 | メジャーセカンド                               | オー・エル・エム                            | 映像ソフトのみ                                                         |
| 2018年 | キラッとプリ☆チャン                            | タツノコプロ DONGWOO A&E                    |                                                                        |
| 2018年 | 異世界魔王と召喚少女の奴隷魔術                 | 亜細亜堂                                    | ★                                                                      |
| 2018年 | 夢王国と眠れる100人の王子様                    | project No.9                                |                                                                        |
| 2018年 | 深夜！天才バカボン                             | studioぴえろ+                               |                                                                        |
| 2018年 | ぐらんぶる                                     | ゼロジー                                    |                                                                        |
| 2018年 | ゾンビランドサガ                               | MAPPA                                       |                                                                        |
| 2018年 | FAIRY TAIL ファイナルシリーズ                  | A-1 Pictures ブリッジ CloverWorks           |                                                                        |
| 2019年 | 賭ケグルイ××                                   | MAPPA                                       |                                                                        |
| 2019年 | 同居人はひざ、時々、頭のうえ。                 | ゼロジー                                    |                                                                        |
| 2019年 | revisions リヴィジョンズ                       | 白組                                        |                                                                        |
| 2019年 | ガーリー・エアフォース                         | サテライト                                  |                                                                        |
| 2019年 | グリムノーツ The Animation                     | ブレインズ・ベース                          |                                                                        |
| 2019年 | フルーツバスケット 1st season                  | TMS/8PAN                                    |                                                                        |
| 2019年 | 賢者の孫                                       | SILVER LINK.                                |                                                                        |
| 2019年 | KING OF PRISM -Shiny Seven Stars-              | タツノコプロ                                |                                                                        |
| 2019年 | 手品先輩                                       | ライデンフィルム                            |                                                                        |
| 2019年 | ソウナンですか？                               | Ezo'la                                      |                                                                        |
| 2019年 | 魔入りました！入間くん                         | BNピクチャーズ                              | 主題歌・映像ソフトのみ                                                 |
| 2019年 | 戦×恋                                          | フッズエンタテインメント                    |                                                                        |
| 2019年 | アサシンズプライド                             | EMTスクエアード                             |                                                                        |
| 2019年 | 私、能力は平均値でって言ったよね！             | project No.9                                |                                                                        |
| 2020年 | ネコぱら                                       | FelixFilm                                   |                                                                        |
| 2020年 | 宝石商リチャード氏の謎鑑定                     | 朱夏                                        |                                                                        |
| 2020年 | 織田シナモン信長                               | スタジオ サインポスト                       |                                                                        |
| 2020年 | メジャーセカンド（第2シリーズ）                | オー・エル・エム                            | 映像ソフトのみ                                                         |
| 2020年 | かくしごと                                     | 亜細亜堂                                    |                                                                        |
| 2020年 | キングダム（第3シリーズ）                      | ぴえろ スタジオ サインポスト                |                                                                        |
| 2020年 | 球詠                                           | studio A-CAT                                |                                                                        |
| 2020年 | フルーツバスケット 2nd season                  | TMS/8PAN                                    |                                                                        |
| 2020年 | ドラゴンクエスト ダイの大冒険（2020年版）      | 東映アニメーション                          | サウンドトラック・映像ソフトのみ                                       |
| 2020年 | おそ松さん（第3期）                            | studioぴえろ                                |                                                                        |
| 2021年 | 天地創造デザイン部                             | 旭プロダクション                            |                                                                        |
| 2021年 | フルーツバスケット The Final                   | TMS/8PAN                                    |                                                                        |
| 2021年 | iiiあいすくりん                                | シンエイ動画 TIA                            |                                                                        |
| 2021年 | 異世界魔王と召喚少女の奴隷魔術Ω                | 手塚プロダクション オクルトノボル           |                                                                        |
| 2021年 | さんかく窓の外側は夜                           | ゼロジー                                    |                                                                        |
| 2021年 | ゾンビランドサガ リベンジ                      | MAPPA                                       |                                                                        |
| 2021年 | でーじミーツガール                             | ライデンフィルム                            |                                                                        |
| 2021年 | マブラヴ オルタネイティヴ                      | FLAGSHIP LINE ゆめ太カンパニー グラフィニカ |                                                                        |
| 2021年 | 妖怪ウォッチ♪                                  | OLM TEAM INOUE                              | 映像ソフトのみ                                                         |
| 2021年 | ワッチャプリマジ！                             | タツノコプロ DONGWOO A&E                    |                                                                        |
| 2022年 | オリエント                                     | A・C・G・T                                  |                                                                        |
| 2022年 | パリピ孔明                                     | P.A.WORKS                                   |                                                                        |
| 2022年 | キングダム（第4シリーズ）                      | ぴえろ スタジオ サインポスト                |                                                                        |
| 2022年 | 神クズ☆アイドル                                | Studio五組                                  |                                                                        |
| 2022年 | iiiあいすくりん2                               | シンエイ動画 TIA                            |                                                                        |
| 2022年 | クールドジ男子                                 | studioぴえろ                                |                                                                        |
| 2022年 | Do It Yourself!! -どぅー・いっと・ゆあせるふ-  | PINE JAM                                    |                                                                        |
| 2022年 | マブラヴ オルタネイティヴ（第二期）            | FLAGSHIP LINE ゆめ太カンパニー グラフィニカ |                                                                        |
| 2022年 | チェンソーマン                                 | MAPPA                                       | 映像ソフトの販売のみ                                                   |
| 2023年 | テクノロイド オーバーマインド                  | 動画工房                                    |                                                                        |
| 2023年 | 天国大魔境                                     | Production I.G                              |                                                                        |
| 2023年 | 僕の心のヤバイやつ                             | シンエイ動画                                |                                                                        |
| 2023年 | 実は俺、最強でした？                           | Staple Entertainment                        |                                                                        |
| 2023年 | ビックリメン                                   | レスプリ                                    |                                                                        |
| 2023年 | MFゴースト                                     | FelixFilm                                   |                                                                        |
| 2023年 | 柚木さんちの四兄弟。                           | 朱夏                                        |                                                                        |
| 2023年 | Paradox Live THE ANIMATION                     | PINE JAM                                    |                                                                        |
| 2024年 | キングダム（第5シリーズ）                      | ぴえろ スタジオ サインポスト                |                                                                        |
| 2024年 | ひみつのアイプリ                               | オー・エル・エム DONGWOO A&E                |                                                                        |
| 2024年 | ヴァンパイア男子寮                             | スタジオブラン                              |                                                                        |
| 2024年 | かつて魔法少女と悪は敵対していた。             | ボンズ                                      |                                                                        |
| 2024年 | FAIRY TAIL 100年クエスト                       | J.C.STAFF                                   |                                                                        |
| 2024年 | 嘆きの亡霊は引退したい                         | ゼロジー                                    |                                                                        |
| 2024年 | 君は冥土様。                                   | FelixFilm                                   |                                                                        |
| 2024年 | MFゴースト 2nd Season                          | FelixFilm                                   |                                                                        |
| 2025年 | ハニーレモンソーダ                             | J.C.STAFF                                   | 映像ソフトのみ                                                         |
| 2025年 | SAKAMOTO DAYS                                  | トムス・エンタテインメント                  | 映像ソフトのみ                                                         |
| 2025年 | 追放者食堂へようこそ！                         | OLM Team Yoshioka                           |                                                                        |
| 2025年 | ガチアクタ                                     | ボンズフィルム                              |                                                                        |
| 2025年 | 出禁のモグラ                                   | ブレインズ・ベース                          |                                                                        |
| 2025年 | おそ松さん（第4期）                            | PIERROT FILMS                               |                                                                        |
| 2025年 | キングダム（第6シリーズ）                      | ぴえろ スタジオ サインポスト                |                                                                        |
| 2026年 | 鎧真伝サムライトルーパー                       | サンライズ                                  |                                                                        |
| 2026年 | MFゴースト 3rd Season                          | FelixFilm                                   |                                                                        |
| 2026年 | 炎の闘球女 ドッジ弾子                          |                                             |                                                                        |

### 劇場アニメ
| 公開年 | タイトル                                                         | アニメーション制作             | 備考                                       |
| ------ | ---------------------------------------------------------------- | ------------------------------ | ------------------------------------------ |
| 2014年 | 新劇場版 頭文字D                                                 | サンジゲン ライデンフィルム    | -2016年                                    |
| 2014年 | 映画 妖怪ウォッチ 誕生の秘密だニャン！                           | OLM TEAM INOUE                 | 製作委員会参加およびCDの発売・販売のみ     |
| 2015年 | 劇場版プリパラ み〜んなあつまれ！プリズム☆ツアーズ               | タツノコプロ                   |                                            |
| 2015年 | とびだすプリパラ み〜んなでめざせ！アイドル☆グランプリ           | 10GAUGE キュー・テック         |                                            |
| 2015年 | 映画 妖怪ウォッチ エンマ大王と5つの物語だニャン！                | OLM TEAM KOITABASHI & INOUE    | 製作委員会参加およびCDの発売・販売のみ     |
| 2016年 | KING OF PRISM by PrettyRhythm                                    | タツノコプロ                   |                                            |
| 2016年 | 映画プリパラ み〜んなのあこがれ♪レッツゴー☆プリパリ              | タツノコプロ                   |                                            |
| 2016年 | 劇場版「暗殺教室」365日の時間                                    | Lerche                         | 配給及び映像ソフトの発売・販売             |
| 2016年 | ポッピンQ                                                        | 東映アニメーション             | 音楽制作協力及びCD・映像ソフトの発売・販売 |
| 2017年 | 劇場版 トリニティセブン -悠久図書館と錬金術少女-                 | セブン・アークス・ピクチャーズ |                                            |
| 2017年 | 劇場版プリパラ み〜んなでかがやけ！キラリン☆スターライブ！       | タツノコプロ                   |                                            |
| 2017年 | KING OF PRISM -PRIDE the HERO-                                   | タツノコプロ                   |                                            |
| 2017年 | Dance with Devils-Fortuna-                                       | ブレインズ・ベース             | ★                                          |
| 2018年 | 劇場版 プリパラ&キラッとプリ☆チャン 〜きらきらメモリアルライブ〜 | 10GAUGE                        |                                            |
| 2019年 | 劇場版 王室教師ハイネ                                            | ティアスタジオ                 |                                            |
| 2019年 | えいがのおそ松さん                                               | studioぴえろ                   |                                            |
| 2019年 | 劇場版 トリニティセブン -天空図書館と真紅の魔王-                 | セブン・アークス・ピクチャーズ |                                            |
| 2020年 | WAVE!!〜サーフィンやっぺ!!〜                                     | 旭プロダクション               |                                            |
| 2021年 | 映画大好きポンポさん                                             | CLAP                           | 製作委員会参加                             |
| 2021年 | サマーゴースト                                                   | FLAT STUDIO                    |                                            |
| 2022年 | ぼくらのよあけ                                                   | ゼロジー                       |                                            |
| 2023年 | ブラッククローバー 魔法帝の剣                                    | studioぴえろ                   |                                            |
| 2024年 | ルックバック                                                     | スタジオドリアン               |                                            |
| 2025年 | ベルサイユのばら                                                 | MAPPA                          |                                            |
| 2025年 | アイカツ!×プリパラ THE MOVIE -出会いのキセキ!-                   | バンダイナムコピクチャーズ     | BN Picturesと共同で製作・配給              |

### OVA
| 発売年 | タイトル                     | アニメーション制作         | 備考 |
| ------ | ---------------------------- | -------------------------- | ---- |
| 2015年 | 這いよれ！ ニャル子さんF     | XEBEC                      | ★    |
| 2022年 | 地球外少年少女               | Production +h.             |      |
| 2022年 | フルーツバスケット -prelude- | トムス・エンタテインメント |      |

### Webアニメ
| 配信年 | タイトル                   | アニメーション制作 |
| ------ | -------------------------- | ------------------ |
| 2020年 | ざしきわらしのタタミちゃん | ゼロジー           |
| 2021年 | 天空侵犯                   | ゼロジー           |
| 2021年 | アイドルランドプリパラ     | タツノコプロ       |
| 2022年 | 賭ケグルイ双               | MAPPA              |
| 2022年 | スプリガン                 | david production   |

### ドラマCD
2019年
- Paradox Live

### テレビドラマ
| 放送年 | タイトル                               | 制作プロダクション                 | 備考 |
| ------ | -------------------------------------- | ---------------------------------- | ---- |
| 2019年 | カカフカカ-こじらせ大人のシェアハウス- | ファインエンターテイメント（協力） |      |
| 2019年 | あおざくら 防衛大学校物語              | ダブ                               | 企画 |
| 2022年 | キス×kiss×キス～メルティングナイト～   | ROBOT                              |      |

## 配給作品

### 劇場アニメ（配給）
| 公開年 | タイトル                                                         | 制作スタジオ                   |
| ------ | ---------------------------------------------------------------- | ------------------------------ |
| 2015年 | 劇場版プリパラ み〜んなあつまれ!プリズム☆ツアーズ                | タツノコプロ                   |
| 2015年 | とびだすプリパラ み〜んなでめざせ!アイドル☆グランプリ            | 10GAUGE キュー・テック         |
| 2016年 | KING OF PRISM by PrettyRhythm                                    | タツノコプロ                   |
| 2016年 | 映画プリパラ み〜んなのあこがれ♪レッツゴー☆プリパリ              | タツノコプロ                   |
| 2017年 | 劇場版 トリニティセブン -悠久図書館と錬金術少女-                 | セブン・アークス・ピクチャーズ |
| 2017年 | 劇場版プリパラ み〜んなでかがやけ!キラリン☆スターライブ!         | タツノコプロ                   |
| 2017年 | KING OF PRISM -PRIDE the HERO-                                   | タツノコプロ                   |
| 2018年 | 劇場版 プリパラ&キラッとプリ☆チャン 〜きらきらメモリアルライブ〜 | 10GAUGE                        |
| 2019年 | 劇場版 王室教師ハイネ                                            | ティアスタジオ                 |
| 2019年 | 劇場版 トリニティセブン -天空図書館と真紅の魔王-                 | セブン・アークス・ピクチャーズ |
| 2020年 | WAVE!!〜サーフィンやっぺ!!〜                                     | 旭プロダクション               |
| 2021年 | サマーゴースト                                                   | FLAT STUDIO                    |
| 2022年 | フルーツバスケット -prelude-                                     | トムス・エンタテインメント     |
| 2022年 | おそ松さん〜ヒピポ族と輝く果実〜                                 | studioぴえろ                   |
| 2023年 | おそ松さん〜魂のたこ焼きパーティーと伝説のお泊り会〜             | studioぴえろ                   |
| 2023年 | 劇場版 Collar×Malice -deep cover-                                | スタジオディーン               |
| 2023年 | 劇場版 ポールプリンセス!!                                        | タツノコプロ                   |

### 実写映画
| 公開年 | タイトル                              | 制作                                | 備考     |
| ------ | ------------------------------------- | ----------------------------------- | -------- |
| 2015年 | BIGBANG BEST LIVE SELECTION 2012-2015 |                                     |          |
| 2019年 | クロガラス1                           | レオーネ                            |          |
| 2019年 | クロガラス2                           | レオーネ                            |          |
| 2019年 | いなくなれ、群青                      | ノアド                              |          |
| 2019年 | 任侠学園                              | ROBOT                               |          |
| 2019年 | WALKING MAN                           | ブロードマークス                    |          |
| 2020年 | オルジャスの白い馬                    |                                     |          |
| 2020年 | ステップ                              | ダブ                                |          |
| 2020年 | ビューティフルドリーマー              | LDS                                 |          |
| 2020年 | その男、東京につき                    |                                     | 配給協力 |
| 2021年 | 名も無き世界のエンドロール            | RIKIプロジェクト 共同テレビジョン   |          |
| 2021年 | まともじゃないのは君も一緒            | ジョーカーフィルムズ マッチポイント |          |
| 2021年 | ホムンクルス                          | ブースタープロジェクト              |          |
| 2021年 | クロガラス3                           | レオーネ                            |          |
| 2021年 | クロガラス0                           | レオーネ                            |          |

## 販売受託
- Digital Double[23]